# جوزيف بيرن
جوزيف بيرن (بالإنجليزية: Joseph Byrne)‏ هو سياسي أسترالي، ولد في 11 يونيو 1893، وتوفي في 25 أبريل 1973. حزبياً، نشط في حزب العمال الأسترالي. وقد انتخب عضو الجمعية التشريعية نيو ساوث ويلز.